# Cobubatha munna
Cobubatha munna är en fjärilsart som beskrevs av Dyar 1916. Cobubatha munna ingår i släktet Cobubatha och familjen nattflyn. Inga underarter finns listade i Catalogue of Life.